# Krang
Krang egy  földönkívüli lény, aki a Tini Nindzsa Teknőcök egyik  legveszélyesebb ellensége.   Krang  főként az 1987-es Tini Nindzsa Teknőcök rajzfilmsorozatban és az 1980-as évekbeli képregényekben és videojátékokban szerepelt. Egykoron Zúzó parancsnoka volt, de a 2000-es évek óta háttérbe szorult, és egyre kevesebb szerepet kapott a médiumokban.

## Életrajza
Egy máig tisztázatlan ok miatt elvesztette testét, és csak  egy rózsaszín agy maradt belőle.  Krang az X dimenzióból származik, ahonnan a Földre száműzték.  De mielőtt még a Földre jött volna  előtte sikerült ellopnia a Technodromót Von Drakustól. A Földre nem egyedül érkezett hanem egy sereg kőkatonával, akiket Traag tábornok irányít. Itt találkozott Zúzóval a Fürge-láb harcosok irányítójával, akiben szövetségesre lelt. Krang megengedte Zúzónak hogy a Technodrómban lakjon,  cserébe  annyit kért hogy Zúzó építsen Neki egy testet amivel mozogni tud. Az elkészült android test hasfalába rakták Kranget a rózsaszín agyat, és így csápjai segítségével képes volt irányítani a testet. Az 1987-es sorozat elején a testbe be volt építve egy kis mikrochip, mely képes volt a test méretét megnövelni, de ezt később a Teknőcök megsemmisítették.

Krang az android testben

Krang célja hogy megdöntse a földi kormányok hatalmát és elfoglalja az egész Földet, hogy azután egyedül uralkodhasson a bolygón. Önmagát értelmileg magasabb rendűnek tartja mint az embereket, akiket rabszolgaként a bolygó ásványkincseinek kitermelése miatt tartana meg. Célja eléréséhez gyakran használja a Technodróm segítségét. Amíg Zúzó a Teknőcök elleni harc megszállottjává vált, addig Krang sokkal higgadtabb. Ő a Teknőcöket nem gyűlöli, hanem csak ellenfelet lát bennük, akik keresztülhúzzák a számításait.
Krang kedvenc étele a quarg patkánypite és a savanyított muckle liba. A hozzá hű embereknek megengedi, hogy évente egyszer egyenek egy szeletet a quarg patkánypitéjéből. Legszívesebben a Zoover Hunklethrop által írt "A quarg patkánypite elkészítésének hét módja és egyéb szájvizes receptek" című könyvét olvassa.

## Játékok
Kranget játékként először 1989-ben a Playmate Toys készítette el, de csak pár centiméter magas rózsaszín agyként jelenítették meg. Kompenzációként készítettek neki egy harci járművet melyben szembeszállhat a Teknőcökkel. 1992-ben kiadtak még egy változatot melyben már a több mint 25 cm magas android testben látható. 2004-ben a játék készítők visszatértek az első képregényekben megjelent ábrázolásához, melyben Krang nem egy agy volt, hanem egy utrom.

## Utromok
Krang eredetileg az első képregényekben egy utrom volt aki a Tejútrendszer egyik bolygójáról származott. Az utromok egy békés faj melyeknek szemükön és szájukon kívül csak néhány csápjuk van, melynek segítségével mozognak, de legtöbbször egy emberszerű épített testben közlekednek. Krang  a 2003-as Tini nindzsa teknőcök című rajzfilmsorozatban utromként feltűnik egy cameo szerepben, melyben két utrom beszélget miközben a csápjaikon járnak. Földi szemmel nézve elég hosszú életűek.